# Pierwsza wizja

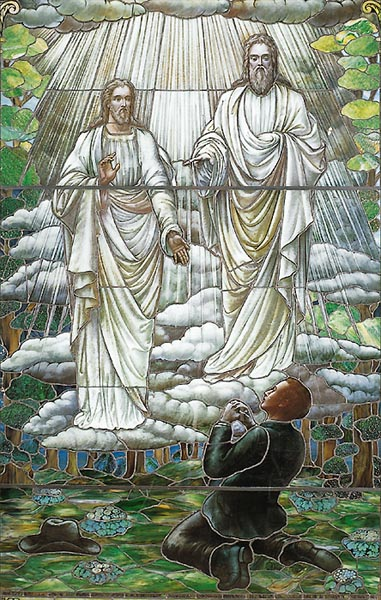
Witraż przedstawiający pierwszą wizję, ukończone w 1913 dzieło nieznanego artysty

Pierwsza wizja – teofania, której wiosną 1820 doświadczyć miał Joseph Smith, twórca ruchu świętych w dniach ostatnich (mormonów).
Było to pierwsze wydarzenie tego typu w życiu nastoletniego wówczas Smitha. Miało miejsce nieopodal rodzinnego domu Smithów, w zagajniku nieopodal Palmyry w stanie Nowy Jork. Źródła mormońskie generalnie wskazują, iż ukazać się w niej mieli Bóg Ojciec oraz Jezus Chrystus, dwie postacie, jak to później określił Smith. Jezus miał nakazać Smithowi, by ten nie wstępował do żadnej z ówcześnie istniejących wspólnot religijnych. 
Z pierwszej wizji wynika szereg elementów o fundamentalnym znaczeniu dla świętych w dniach ostatnich, w tym Bóg posiadający fizyczne ciało czy odrębna natura Ojca i Syna. W mormońskiej teologii uznawana jest za początek przywrócenia jako wydarzenie kluczowe w zorganizowaniu na ziemi Kościoła w pierwotnej, ustanowionej przez Chrystusa formie. Przy jej omawianiu często przywołuje się werset 5. z Listu Jakuba. Wywarł on bowiem niezwykle silne wrażenie na Smicie w okresie bezpośrednio poprzedzającym wizję. Sama zaś wizja natomiast łączona bywa również z głoszoną przez świętych w dniach ostatnich doktryną ciągłego objawienia.
Zachowały się cztery zapisy pierwszej wizji pochodzące od samego Smitha, pierwszy z 1832, kolejne zaś z 1835, 1838 i 1842. Istnieje także pięć opisów tego doświadczenia pióra osób współczesnych mormońskiemu przywódcy. Wspomniane relacje autorstwa Smitha różnią się od siebie, co bywa podnoszone jako dowód na fałszywość samej wizji. Kościół Jezusa Chrystusa Świętych w Dniach Ostatnich jednakże w publikowanych przez siebie materiałach wskazuje raczej, iż dostępność różnych zapisów pozwala na lepsze i pełniejsze zrozumienie tego wydarzenia, nie na podważanie jego autentyczności.
Jej opis znalazł się w Perle Wielkiej Wartości, wchodzącej w skład mormońskiego kanonu pism świętych. Jest motywem często przewijającym się w mormońskiej sztuce, jak również szerzej w mormońskiej kulturze popularnej. Opowiada o niej szereg filmów fabularnych, w tym The First Vision: The Visitation of the Father and the Son to Joseph Smith (1976) w reżyserii Davida K. Jacobsa oraz Joseph Smith: Prophet of the Restoration (2005) w reżyserii T.C. Christensena i Garry’ego Cooka. Została uwieczniona na witrażu zdobiącym święte świętych, pomieszczenie w centrum świątyni w Salt Lake, do którego dostęp kontroluje osobiście prezydent kościoła.